# Bill Belichick
William Stephen „Bill“ Belichick (* 16. April 1952 in Nashville, Tennessee) ist ein US-amerikanischer Trainer im American Football. Er war ab der Saison 2000 bis zum 11. Januar 2024 Head Coach der New England Patriots, mit denen er sechsmal den Super Bowl gewann. Damit ist er der bisher erfolgreichste Head Coach in der Geschichte der National Football League (NFL). Als Assistenzcoach gewann er zwei weitere Super Bowls mit den New York Giants.

## Leben
Er wurde am 16. April 1952 in Nashville, Tennessee, als William Stephen Belichick geboren. Seine Eltern sind Jeannette Munn aus einer mittelständischen Familie aus Chagrin Falls in der Nähe von Cleveland und Steve Belichick, dessen Eltern 1897 bzw. 1898 aus Karlovac (Kroatien) in die Vereinigten Staaten ausgewandert waren. Der Familienname Belichick wurde in der kroatischen Heimat Biličić geschrieben. Im Jahr 1912 änderte Großvater Ivan Bilicic den Familiennamen in Belichick, um die Aussprache des Namens in den USA zu erleichtern.
Belichick wuchs in Annapolis im US-Bundesstaat Maryland auf, wo sein Vater, ein ehemaliger Spieler der Detroit Lions, als Trainer an der United States Naval Academy tätig war. Nach dem Besuch der Highschool in Annapolis studierte Belichick an der Phillips Academy und der Wesleyan University, wo er nicht nur als Football-, sondern auch als Squash- und Lacrosse-Spieler aktiv war. 1975 beendete er seine Studien mit einem Abschluss in Wirtschaftswissenschaften.
Belichick ist seit 2006 geschieden. Mit seiner ehemaligen Ehefrau hat er drei Kinder. Seit 2023 ist er mit der 49 Jahre jüngeren ehemaligen Cheerleaderin Jordon Hudson liiert. In seiner Freizeit ist er begeisterter Fischer, sein Fischerboot heißt „VIII Rings“ (8 Ringe), ein Verweis auf die Anzahl seiner Super-Bowl-Siegesringe. Das Boot hieß beim Neuerwerb 2002 „II Rings“ (2 Ringe), Belichick ließ es nach jedem neuen Titelgewinn umlackieren und umtaufen.

## Trainer

### Frühe Stationen
Bereits im Alter von 23 wurde Belichick 1975 Mitglied des Trainerstabs der Baltimore Colts, wo er Head Coach Ted Marchibroda assistierte. Ein Jahr später wechselte er zu den Detroit Lions, wo er zunächst als Assistent die Special Teams betreute und später auch für Tight Ends und Wide Receiver verantwortlich war. 1978 war er in ähnlicher Position für die Denver Broncos tätig.

### New York Giants
1979 begann Belichick seine 12-jährige Karriere als Assistenztrainer bei den New York Giants. Zunächst war er unter Ray Perkins für die Special Teams verantwortlich, ehe er zwischen 1980 und 1984 zusätzlich Trainer der Linebacker wurde. Head Coach Bill Parcells, der Perkins zur Saison 1983 ersetzt hatte und für Belichick als Mentor fungierte, machte ihn 1985 zum Verantwortlichen für die Defense der Giants.
In dieser Zeit feierte Belichick seine ersten großen Erfolge als Trainer in der NFL – seine Giants gewannen zweimal den Super Bowl. In der Saison 1986 wurden die Denver Broncos im Super Bowl XXI mit 39:20 besiegt, vier Jahre später schlugen die New York Giants die Buffalo Bills im Super Bowl XXV mit 20:19. Ein wichtiger Faktor war die innovative Defensivtaktik, die Belichick für dieses Spiel entworfen hatte: er ließ die Defensive Backs weit zurückweichen, um dem Quarterback der Buffalo Bills, Jim Kelly, keine tiefen Würfe anzubieten, und ließ auf die kurzen Würfe mit harten Tacklings reagieren. Das Büchlein, in dem Belichick seine Defensivstrategie festhielt, ist in der Pro Football Hall of Fame ausgestellt.

### Cleveland Browns
1991 wurde Belichick erstmals Head Coach eines Teams der National Football League (NFL). Bei den Cleveland Browns erwartete ihn eine schwere Aufgabe. Die Browns waren ein Traditionsteam der Liga, hatten jedoch ihre großen Erfolge zwischen 1946 und 1964 erreicht und seitdem nie ein Endspiel um die Meisterschaft der NFL. Nachdem die Mannschaft die Saison 1990 mit einer Bilanz von drei Siegen und 13 Niederlagen beendet hatte, wurde Belichick als Bud Carsons Nachfolger installiert. Unter ihm verbesserte sich das Team sukzessive und erreichte nach einer 6-10-Saison 1991 und zwei 7-9-Spielzeiten in den Jahren 1992 und 1993 in der Saison 1994 nach elf Siegen und fünf Niederlagen die Play-offs. Im Wild-Card-Spiel gelang ihnen ein 20:13-Erfolg gegen die New England Patriots, ehe der Erzrivale Pittsburgh Steelers gegen die Browns mit 29:9 gewann und so deren Hoffnungen auf eine Teilnahme im Super Bowl zunichtemachte.
Die Saison 1995 war Belichicks letzte in Cleveland. Die Entscheidung von Art Modell, dem Besitzer der Cleveland Browns, das Team nach Baltimore umzuziehen, löste nach der Bekanntgabe im November 1995 innerhalb der Mannschaft und im Umfeld eine große Unruhe aus. Die Browns beendeten die Spielzeit mit 5-11, und Belichick kündigte an, nicht mit dem Team umzusiedeln.

### New England Patriots/New York Jets
Nach dem Ende seiner Amtszeit in Cleveland wurde Belichick erneut Assistenzcoach unter Bill Parcells. 1996 war er gemeinsam mit ihm bei den New England Patriots tätig, mit denen ihnen ebenfalls der Einzug in den Super Bowl gelang. Nach der 21:35-Niederlage gegen die Green Bay Packers wechselte Belichick gemeinsam mit Parcells und größeren Teilen des Trainerstabs zu den New York Jets. Die erfolgreichste Spielzeit in New York war 1998, als die Jets die Regular Season mit zwölf Siegen und vier Niederlagen beendeten, im AFC Championship Game jedoch den Denver Broncos unterlagen.

### New England Patriots

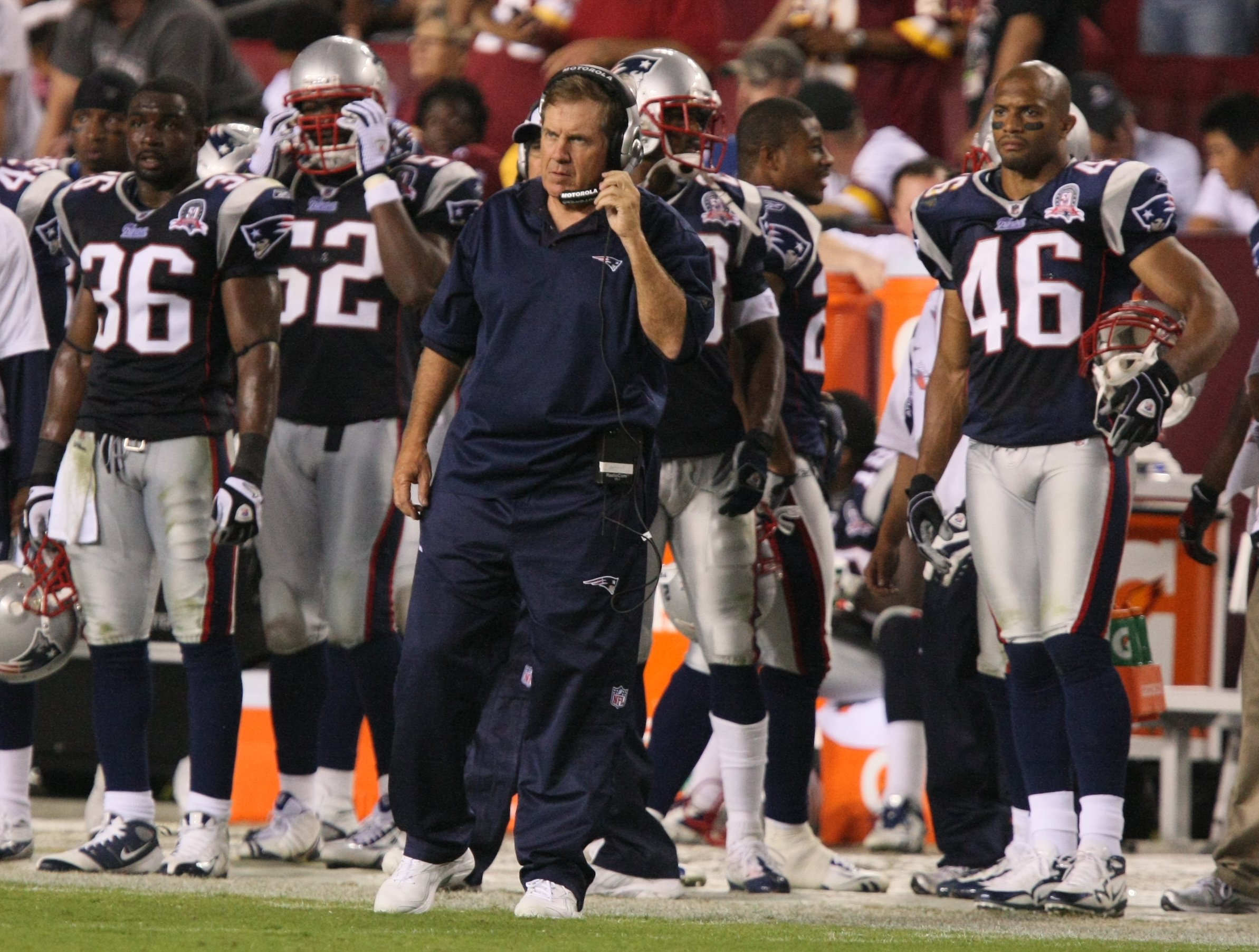
Bill Belichick (Mitte) 2009

#### Saison 2000
Nach Parcells’ Rücktritt als Head Coach der New York Jets wurde Belichick als dessen Nachfolger vorgestellt. Bereits einen Tag später erklärte Belichick seinen Rücktritt und nahm ein Angebot der New England Patriots an. Dort begann er zur Saison 2000 seine Tätigkeit als Head Coach. Seine erste Spielzeit als Trainer der Patriots endete mit einer 5-11-Bilanz.

#### Saison 2001
Im zweiten Jahr unter Belichicks Regie gelang den Patriots ein Sieg im Super Bowl. Von zentraler Bedeutung für den späteren Erfolg der Mannschaft war die Verletzung von Quarterback Drew Bledsoe, der bereits 1996 unter Belichick trainiert hatte. Bledsoe wurde durch Tom Brady ersetzt, der 2000 als 199. Spieler im NFL Draft ausgewählt worden war und sich in der Saison durch gute Trainingsleistungen zu Bledsoes Ersatzmann entwickelte. Unter Brady beendeten die Patriots die Saison mit einer Bilanz von 11-5 und erreichten als Meister der AFC East die Play-offs. Nach Siegen über die Oakland Raiders und die Pittsburgh Steelers besiegte New England als Außenseiter die St. Louis Rams im Super Bowl XXXVI. Beim 20:17 sorgte ein später Drive, der mit einem Field Goal von Kicker Adam Vinatieri beendet wurde, für die Entscheidung.

#### Saison 2002undSaison 2003
Nachdem die Patriots ein Jahr später (9-7) die Play-offs nicht erreichten, endete die Spielzeit 2003 mit Belichicks zweitem Erfolg in einem Super Bowl. Nach schwachem Saisonstart (2-2) gewannen die Patriots sämtliche Spiele, einschließlich des 32:29 im Super Bowl gegen die Carolina Panthers. Erneut entschied ein spätes Field Goal von Vinatieri die Partie.

#### Saison 2004
Auch die folgende Saison wurde mit einer 14-2-Bilanz beendet. Nach Siegen über die Indianapolis Colts und die Pittsburgh Steelers erreichten die Patriots ihren dritten Super Bowl in vier Jahren. Das 24:21 gegen die Philadelphia Eagles machte sie zu einem der wenigen Teams, die ihre Meisterschaft in der NFL verteidigen konnten.

#### Saison 2005undSaison 2006
In den Jahren 2005 und 2006 erreichten die Patriots unter Belichick jeweils die Play-offs, unterlagen jedoch früh gegen die Denver Broncos bzw. Indianapolis Colts.

#### Saison 2007
In der Saison 2007 stellte Belichicks Mannschaft mehrere NFL-Rekorde auf. Mit einer Bilanz von 16-0 wurde sie die vierte Mannschaft, der eine Regular Season ohne Niederlage gelang. Zudem stellten Quarterback Tom Brady mit 50 Touchdownpässen und Wide Receiver Randy Moss mit 23 erzielten Touchdowns neue Rekorde auf. Überschattet wurde die Spielzeit durch einen Skandal um illegale Filmaufnahmen (Spygate), die ein Mitglied des Trainerstabs der Patriots im Spiel gegen die New York Jets geschossen hatte. Belichick wurde zu einer Strafe von insgesamt 500.000 US-Dollar verurteilt, später dennoch zum Trainer des Jahres 2007 gekürt. Er unterlag mit den Patriots im Super Bowl XLII seinem ehemaligen Arbeitgeber, den New York Giants, mit 14:17.

#### Saison 2008bisSaison 2013
In den Folgejahren kamen die Patriots immer in die Play-offs, der große Wurf blieb aber lange verwehrt. 2011 kamen sie in den Super Bowl XLVI und verloren mit 17:21 wieder gegen die New York Giants.

#### Saison 2014bisSaison 2016
2014 gewann Belichick mit den Patriots seinen vierten Super Bowl, indem die Seattle Seahawks mit 28:24 bezwungen wurden. Hiermit egalisierte Belichick den Rekord von Chuck Noll, der ebenfalls vier Super Bowls als Head Coach gewonnen hatte. Nachdem die Patriots 2015 im AFC Championship Game an den Denver Broncos gescheitert waren, holte Belichick 2016 nach einem 34:28-Sieg gegen die Atlanta Falcons seinen fünften Super-Bowl-Sieg und ist seitdem alleiniger Rekordhalter für Head Coaches.

#### Saison 2017bisSaison 2019
In der Saison 2017 erreichte Belichicks Team den Super Bowl LII, verlor diesen jedoch 33:41 gegen die Philadelphia Eagles, in der Saison 2018 gewann Belichick mit den Patriots den Super Bowl LIII, der am 3. Februar 2019 in Atlanta gegen die Los Angeles Rams ausgetragen wurde, mit 13:3. In der Saison 2019 scheiterten die Patriots bereits in der Wild-Card Runde an den Tennessee Titans.

#### Ab derSaison 2020
Zur Saison 2020 wechselte Tom Brady zu den Tampa Bay Buccaneers, es wurde nach rund 20 Jahren Belichicks erste Saison ohne Brady als Quarterback. Belichick und die Patriots beendeten die Saison 2020 das erste Mal seit dieser Zeit mit einer negativen Bilanz, die sie, nach einer Playoff-Teilnahme 2021, 2022 wiederholten. Nach Ablauf der Regular Season 2023 mit einer Bilanz von 4-13 beendeten die New England Patriots die Zusammenarbeit mit Belichick.

## Spielphilosophie
Belichick gilt als ausgesprochener Perfektionist und drillt seinen Spielern eine selbstkritische Einstellung, eine akribische Vorbereitung und eine hohe Vielseitigkeit ein. Diese Einstellung lebt er selbst durch intensive Detailarbeit vor, die auch seinen Assistenzcoaches viel abverlangt. Belichicks Bewerbungsgespräche sind für ihre Härte berüchtigt.
Belichick verfügt sowohl in der Offense als auch in der Defense über einen Ruf als Taktiker. Bei den Patriots perfektionierte er die Erhardt-Perkins Offense, die einst von Ron Erhardt und Ray Perkins unter Patriots-Head-Coach Chuck Fairbanks in den 1970ern entwickelt worden war. Sie betont ein solides Laufspiel und ein auf kurze, präzise Würfe angelegtes Passspiel (Motto: „You throw to score and run to win.“ – Werfen, um zu punkten, und laufen, um zu siegen), was im kalten Winterwetter von Neuengland die Fehlerquote minimiert. Die Erhardt-Perkins-Offense gibt Offensivformation und Laufwege getrennt aus, so dass ein Quarterback ausgehend von der eigenen Offensivformation (z. B. dem Pro Set) und der gegnerischen Verteidigungsformation schnell entscheiden kann, welche Laufwege durchzuführen sind. Hiermit kann u. a. eine wirkungsvolle Hurry-up Offense gefahren werden, da die eigene Offense der gegnerischen Defense ein hohes Spielzugtempo aufzwingen kann. In der Defensive trug er als Defensive Coordinator dazu bei, dass die New York Giants der 1980er-Jahre beständig eine der besten Abwehrreihen aufboten. Sein Playbook, mit dem er die historisch schnelle Offensive der Buffalo Bills im Super Bowl XXV auf nur 19 Punkte und 19 Spielminuten Ballbesitz begrenzte, ist in der Pro Football Hall of Fame ausgestellt. Bei den Patriots fährt er meistens die sog. Fairbanks-Bullough-Verteidigung. Falls sich in der Line nur drei Spieler befinden, verwendet er oft schwere Nose Tackles wie Vince Wilfork, Ted Washington oder Keith Traylor, die allesamt 150 Kilogramm und mehr auf die Waage brachten.
Belichick ist ebenfalls dafür bekannt, viel Wert auf die Special Teams zu legen. Bei den Patriots spielten auf der Position des Kicker mit Adam Vinatieri und Stephen Gostkowski zwei mehrfache Pro-Bowl-Spieler, dasselbe galt auf der Position des „Gunners“ mit Larry Izzo und Matthew Slater. Belichick hat auf der Position des Punters eine Vorliebe für Linksfüßer (Josh Miller, Zoltan Mesko, Ryan Allen) sowie für beschränkte, aber vertrauenswürdige Special Teamer wie Ross Ventrone, den er seit 2010 dreißigmal entweder verpflichtete, entließ oder vom Practice Squad in den 53-Mann-Kader beförderte. Schließlich draftete er 2015 mit Joe Cardona einen reinen Long Snapper, der erst der vierte reine Long Snapper wurde, der in einem NFL-Draft gezogen wurde.
Belichick gilt aufgrund seiner exzellenten Regular-Season- und Play-offs-Bilanzen als einer der erfolgreichsten NFL-Coaches aller Zeiten. Er gilt als einer der besten Drafter und Free-Agent-Verpflichter der Liga. Verdiente Spieler, die Belichick außerhalb der Top 20 eines Drafts zog, umfassen u. a. Vince Wilfork an 21. Stelle, Ty Law an 25. Stelle, Rob Gronkowski an 42. Stelle, Aaron Hernandez an 112. Stelle, Matthew Slater an 153. Stelle, Tom Brady an 199. Stelle oder Julian Edelman an 232. Stelle. Zudem gab er niedrige Draftpicks ab, um Free Agents wie Rodney Harrison, Corey Dillon, Randy Moss oder LeGarrette Blount zu verpflichten, die in New England ihren zweiten Frühling erlebten. Für den Teamerfolg nimmt Belichick in Kauf, verdiente Spieler ohne Rücksicht abzugeben, wenn sie seine Erwartungen nicht mehr erfüllen. Hierzu gehören u. a. die Pro-Bowl-Spieler Lawyer Milloy, Troy Brown, Asante Samuel, Ty Law, Richard Seymour, Willie McGinest, Adam Vinatieri, Randy Moss, Dan Koppen, Wes Welker, Logan Mankins oder Vince Wilfork. Die Aussage ist, dass kein Spieler größer als das Team ist.

## Auszeichnungen
- NFL Coach of the Year Award: 2003, 2007, 2010
- NFL 2000s All-Decade Team
- 6× Super-Bowl-Gewinner als Head Coach: Super Bowl XXXVI, Super Bowl XXXVIII, Super Bowl XXXIX, Super Bowl XLIX, Super Bowl LI, Super Bowl LIII
  - 2× Super-Bowl-Gewinner als Assistenzcoach: Super Bowl XXI, Super Bowl XXV

2021 wurde Belichick von Donald Trump für die Presidential Medal of Freedom vorgeschlagen. Nach dem Sturm auf das Kapitol in Washington 2021 hat Belichick jedoch beschlossen, auf die Auszeichnung zu verzichten.

## Rezeption
Im Jahr 2002 widmete die Rockband Bon Jovi Belichick nach dem Gewinn des Super Bowls nach Jahren voller Rückschläge den Song Bounce vom gleichnamigen Album.